# Bad Staffelstein
Bad Staffelstein (till år 2001 Staffelstein) är en stad i Landkreis Lichtenfels i Regierungsbezirk Oberfranken i förbundslandet Bayern i Tyskland. Bad Staffelstein, som för första gången nämns i ett dokument från omkring år 800, har cirka  11 000 invånare.

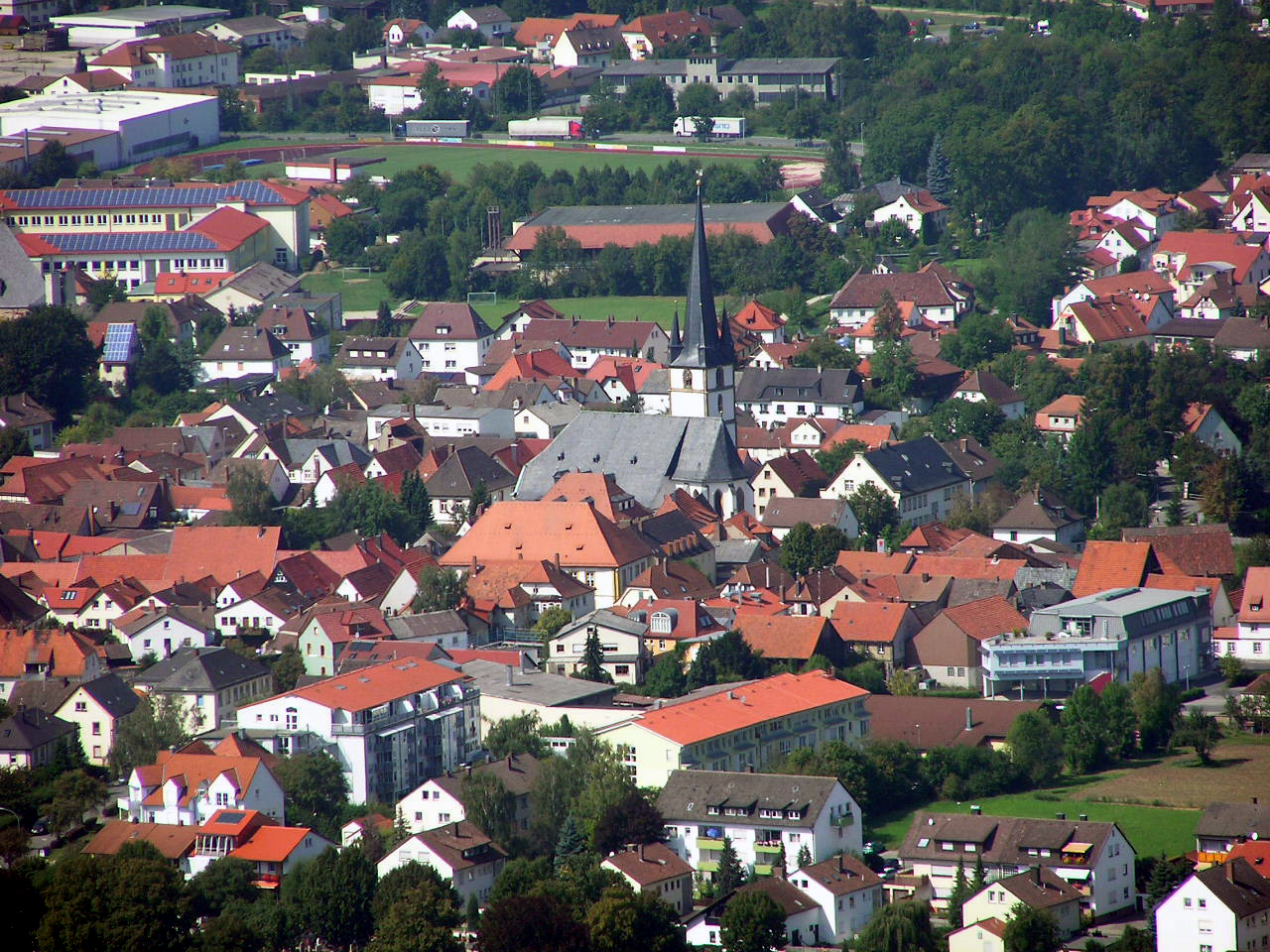

## Administrativ indelning
Bad Staffelstein består av 28 Stadtteile.
- Altenbanz
- End
- Frauendorf
- Grundfeld
- Gößmitz
- Hausen
- Horsdorf
- Kaider
- Krögelhof
- Kümmersreuth
- Loffeld
- Nedensdorf
- Neubanz
- Püchitz
- Romansthal
- Schönbrunn
- Schwabthal
- Serkendorf
- Stadel
- Stublang
- Unnersdorf
- Unterzettlitz
- Uetzing
- Vierzehnheiligen
- Weisbrem
- Wiesen
- Wolfsdorf
- Zilgendorf

## Sevärdheter i och kring Bad Staffelstein

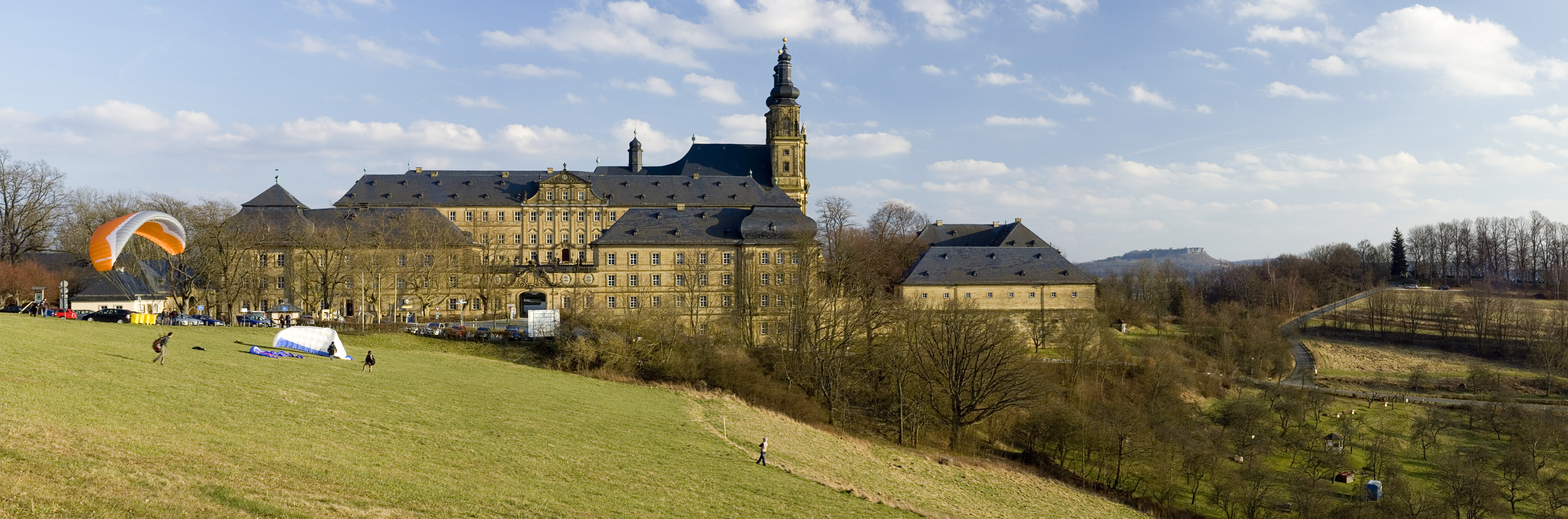
Kloster Banz, grundat omkring år 1070.
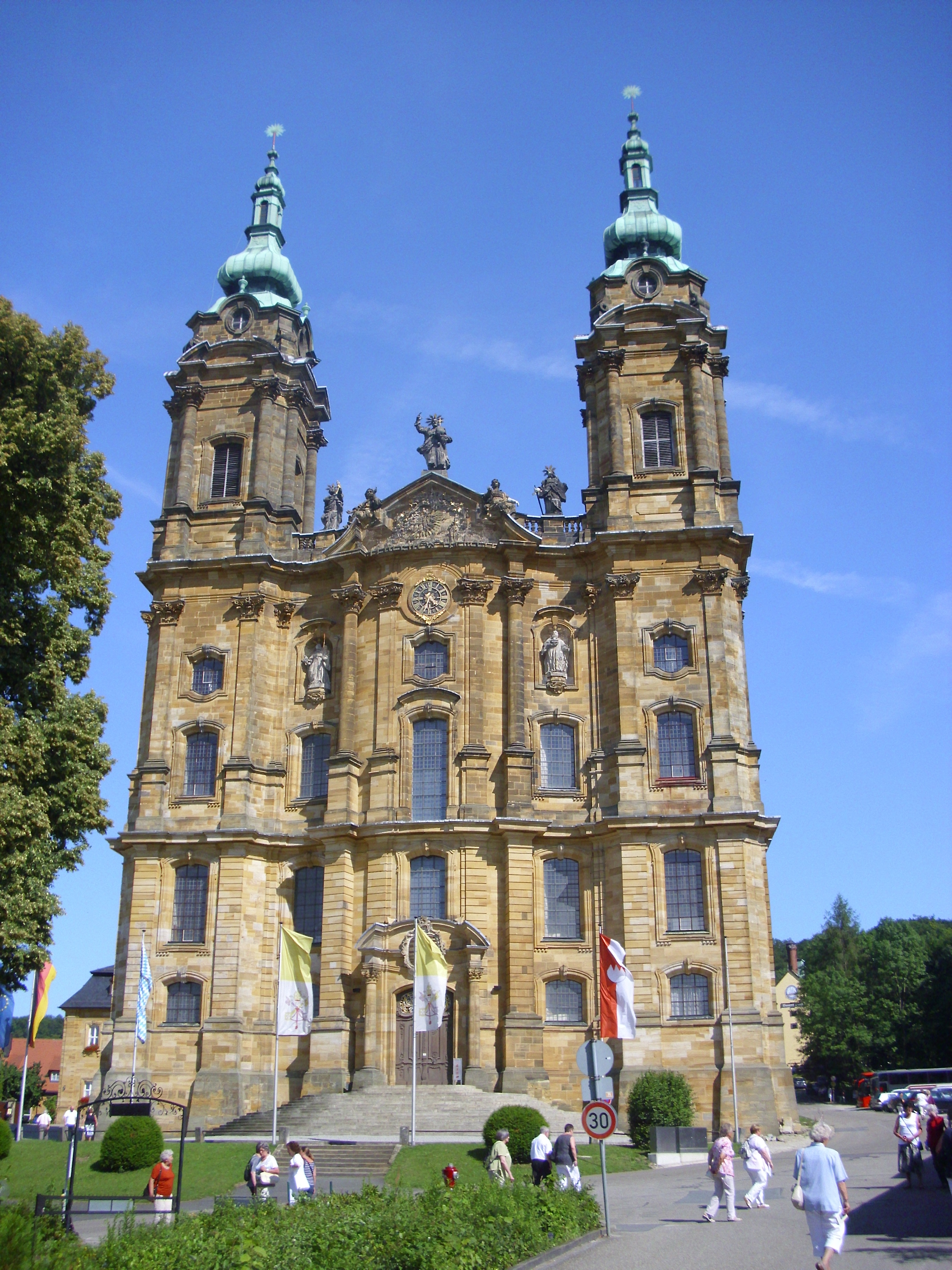
Vallfartskyrkan Vierzehnheiligen.